# 施瓦本行政圈
施瓦本帝国行政圈（德语：Schwäbischer Reichskreis）或施瓦本行政圈（德语：Schwäbischer Kreis）是神圣罗马帝国位于德国西南部施瓦本地区的一个帝国行政圈，成立于1500年，位于前施瓦本公国的领土上。然而，它不包括位于施瓦本的奥地利的哈布斯堡家族领土、瑞士联邦的成员国，也不包括莱茵河以西属于上莱茵行政圈的阿尔萨斯地区的土地。前身组织1488年的施瓦本同盟在16世纪后期的新教改革和三十年战争期间被解散。
施瓦本行政圈的领导人是康斯坦茨主教（在1803年帝国代表团之后由巴登侯爵取代）和符腾堡公爵；行政圈的会议通常在帝国自由城市乌尔姆举行。虽然它被分裂成许多主要是非常小的国家，但鉴于法国的持续向东扩张，这个行政圈保有了一个有效的政府，从1694年开始，法国甚至在凯尔要塞驻扎自己的军队。
到1792年，施瓦本行政圈由88个领土组成，其中只有符腾堡公国（后来升格为王国）、巴登侯国（后来升格为大公国）和奥格斯堡主教区具有重要意义。特别帝国代表团的主要结论（Reichsdeputationshauptschluss）将数量减少到41个，1806年的莱茵邦联条约减少到7个（包括沦为巴伐利亚领土的国家）。
| 名称                                 | 实体类型       | 备注 |
| ------------------------------------ | -------------- | --- |
| 亚琛                                 | 帝国自由城市   | 施瓦本地区第35座城市，1360年由皇帝卢森堡的查理四世授予“帝国自由”地位。                                                              |
| 奥格斯堡                             | 采邑主教区     | 成立于11世纪，15世纪起主教驻于多瑙河畔迪林根，在帝国议会中拥有第25席。                                                              |
| 奥格斯堡                             | 帝国自由城市   | 1276年由哈布斯堡的鲁道夫授予“帝国自由”地位，为施瓦本地区第2座城市。                                                                 |
| 巴登                                 | 藩侯国         | 建立于1112年，自1535年起分为巴登-杜拉赫和巴登-巴登两个分支，至1771年重新统一。                                                      |
| 巴登-巴登                            | 藩侯国         | 自1535年起为巴登的分支，1705年起驻地为拉施塔特，1771年并入巴登-杜拉赫。于帝国议会中拥有第58席。                                     |
| 巴登-杜拉赫                          | 藩侯国         | 自1535年起为巴登的分支，1715年起驻地为卡尔斯鲁厄，于帝国议会中拥有第60席。                                                          |
| 巴登-哈赫贝格                        | 藩侯国         | 属于马克格雷夫地区，1503年并入巴登，帝国议会中拥有第62席。                                                                          |
| 拜因特                               | 帝国修道院     | 施瓦本地区第21个修道院，1376年获得帝国自由市地位。                                                                                  |
| 比贝拉赫                             | 帝国自由城市   | 施瓦本第17座城市，1281年由鲁道夫授予帝国自由市地位。                                                                                |
| 邦多夫                               | 领地           | 1609年被黑森林的圣布拉修道院收购，以获得帝国自由市地位。                                                                            |
| 博普芬根                             | 帝国自由城市   | 自1241年起。 |
| 布绍                                 | 帝国修道院     | 819年由虔诚者路易创建，莱茵地区第11位女修道院长所在地，也是施瓦本第2位女伯爵之地。                                                  |
| 布绍                                 | 帝国自由城市   | 自13世纪起，施瓦本第36座城市。 |
| 布赫霍恩                             | 帝国自由城市   | 1275年由鲁道夫授予帝国自由市地位。                                                                                                  |
| 康斯坦茨                             | 采邑主教区     | 约建于585年，1155年由巴巴罗萨腓特烈一世确认“帝国自由”地位，1526年起驻地为梅尔斯堡，帝国议会第23席。                                 |
| 丁克尔斯比尔                         | 帝国自由城市   | 自1351年起。 |
| 埃伯施泰因                           | 伯国           | 1660年家族绝嗣，继承于巴登，在施瓦本席次中为第10票。                                                                                |
| 埃格林根                             | 领地           | 自1726年起归图恩-塔克西斯家族所有。                                                                                                 |
| 埃格洛夫斯                           | 领地           | 自1661年起归阿本斯贝格伯爵所有。 |
| 埃尔欣根                             | 帝国修道院     | 建于约1120年，1485年获得帝国自由市地位。                                                                                            |
| 埃尔旺根                             | 采邑修道院长区 | 1460年作为帝国修道院的继承者成立，在帝国议会中拥有第57席。                                                                          |
| 埃斯林根                             | 帝国自由城市   | 自1229年起。 |
| 富格尔                               | 男爵           | 1507年购得原基尔希贝格与魏森霍恩，1511年由神圣罗马皇帝马克西米利安一世册封为贵族，自1530年起为世袭帝国伯爵。                        |
| 菲尔斯滕贝格                         | 亲王级 伯国    | 由采林根的贝托尔希特五世于1218年遗赠设立，自1441年为菲尔斯滕贝格-巴尔，1664年升为亲王领，在帝国议会中拥有第90席。                   |
| 菲尔斯滕贝格-布隆贝格                | 伯国           | 自1559年分出，1614年再次分割。 |
| 菲尔斯滕贝格-梅斯基希                | 伯国           | 自1614年从布隆贝格分出，1716年成为主系，1744年由菲尔斯滕贝格-菲尔斯滕贝格继承。                                                     |
| 菲尔斯滕贝格-施蒂林根                | 伯国           | 自1614年从布隆贝格分出，1744年成为主系。                                                                                            |
| 菲尔斯滕贝格-海利根贝格              | 伯国           | 自1559年分出，1664年升为亲王国并成为主系，1716年绝嗣。                                                                              |
| 根根巴赫                             | 帝国修道院     | 约730年由圣皮尔明建立，1007年由神圣罗马皇帝亨利二世授予班贝格主教区。                                                               |
| 根根巴赫                             | 帝国自由城市   | 自1360年起。 |
| 基恩根                               | 帝国自由城市   | 自1391年起。 |
| 贡德尔芬根                           | 领地           | 1507年被巴登收购。 |
| 古滕策尔                             | 女修道院       | 1237年建立，为施瓦本第19修道院，1437年由神圣罗马皇帝西吉斯蒙德授予帝国自由市地位。                                                  |
| 豪森                                 | 领地           | 位于博伊龙附近的豪森城堡周边地区，1682年在领主家族绝嗣后由富格尔家族收购，1735年转归卡斯特尔伯国。                                  |
| 赫格巴赫修道院                       | 帝国修道院     | 施瓦本第18修道院，成立于1231年，约1428年获得帝国自由市地位。                                                                        |
| 海尔布隆                             | 帝国自由城市   | 1371年由神圣罗马皇帝查理四世授予帝国自由市地位。                                                                                    |
| 海利根贝格                           | 伯国           | 施瓦本第1伯国，自1535年由菲尔斯滕贝格家族掌控。                                                                                     |
| 赫尔芬施泰因家族                     | 伯国           | 施瓦本第6伯国，1627年金融崩溃后被巴伐利亚购入。                                                                                     |
| 霍恩埃姆斯                           | 伯国           | 1560年由神圣罗马皇帝斐迪南一世授予“帝国自由”地位，1765年被哈布斯堡家族收购。                                                        |
| 霍恩格罗尔德塞克                     | 伯国           | 948年至1634年归克龙贝格家族所有，1697年起归莱恩家族，1711年起为帝国伯爵，1806年升为莱恩亲王国。                                     |
| 霍恩霍文                             | 领地           | 成立于1415年，1582年施蒂林根由帕彭海姆家族收购，1639年归菲尔斯滕贝格-施蒂林根。                                                     |
| 霍亨索伦                             | 伯国           | 佐伦伯国成立于11世纪，1576年分裂。                                                                                                  |
| 霍亨索伦-黑兴根                      | 亲王国         | 1576年从霍亨索伦分出，1623年由伯国升格为亲王国，帝国议会第82席。                                                                    |
| 霍亨索伦-海格洛赫                    | 伯国           | 原为海格洛赫领地，1576年从霍亨索伦分出，1767年被霍亨索伦-锡格马林根继承。                                                           |
| 霍亨索伦-锡格马林根                  | 伯国           | 1576年从霍亨索伦分出，1623年升为亲王国，为施瓦本第24伯国。                                                                          |
| 伊尔塞修道院                         | 帝国修道院     | 建于1186年，1694年获得帝国自由市地位。                                                                                              |
| 伊斯尼                               | 帝国自由城市   | 自1365年起为施瓦本第25城市。 |
| 尤斯廷根                             | 领地           | 位于舍尔克林根附近的尤斯廷根城堡周边地区，1751年归属符腾堡。                                                                        |
| 凯斯海姆修道院                       | 帝国修道院     | 成立于1133年，自1346年起为帝国修道院。                                                                                              |
| 考夫博伊伦                           | 帝国自由城市   | 1286年由鲁道夫一世授予帝国自由市地位。                                                                                              |
| 肯普滕修道院                         | 采邑修道院     | 成立于752年，1062年由神圣罗马皇帝亨利四世授予帝国自由权，帝国议会第55席。                                                           |
| 肯普滕                               | 帝国自由城市   | 施瓦本第20城市，1289年由鲁道夫一世授予帝国自由权。                                                                                  |
| 金齐希河谷                           | 领地           | 位于沃尔法赫周边，自1291年起由菲尔斯滕贝格家族持有。                                                                                |
| 克莱特高                             | 侯国           | 自1410年起由苏尔茨伯爵持有，1698年归属施瓦岑贝格家族。                                                                              |
| 柯尼希斯埃格伯国                     | 伯国           | 古根豪森周边地区，1565年获得罗滕费尔斯伯国，自1621年起为男爵，施瓦本第8伯国，1622年分裂。                                           |
| 柯尼希斯埃格-奥伦多夫                | 领地           | 自1622年为柯尼希斯埃格分支，1629年起为帝国伯国，1666年成为柯尼希斯埃格主系。                                                        |
| 柯尼希斯埃格-罗滕费尔斯              | 领地           | 自1622年为柯尼希斯埃格分支，1629年起为帝国伯国。                                                                                    |
| 洛伊特基希                           | 帝国自由城市   | 1293年由德意志国王阿道夫授予帝国自由市地位。                                                                                        |
| 林道修道院                           | 帝国修道院     | 成立于约822年，1466年获得帝国自由地位，后归属城市。                                                                                 |
| 林道                                 | 帝国自由城市   | 1275年由鲁道夫一世授予“帝国自由”地位，为施瓦本第15座城市。                                                                          |
| 迈瑙                                 | 指挥部领地     | 自1272年起由条顿骑士团作为行政单位持有的领地。                                                                                      |
| 马尔希塔尔修道院                     | 帝国修道院     | 建于约776年，1500年获得帝国自由市地位。                                                                                             |
| 梅明根                               | 帝国自由城市   | 1286年由鲁道夫一世授予帝国自由市地位。                                                                                              |
| 梅斯基希                             | 领地           | 自1354年由齐默恩伯爵家族持有，1594年归属赫尔芬施泰因家族，自1627年归菲尔斯滕贝格-梅斯基希。                                         |
| 明德尔海姆亲王领                     | 领地           | 自1467年由弗龙茨贝格家族持有，1586年归属巴伐利亚公国，1705–1714年间由马尔博罗公爵约翰·丘吉尔作为明德尔海姆亲王持有。                |
| 蒙贝利亚尔亲王伯国                   | 亲王级伯国     | 属于符腾堡公爵，在帝国议会中拥有第80席。                                                                                            |
| 内雷斯海姆修道院                     | 帝国修道院     | 建于1095年，帝国自由地位曾受厄廷-瓦勒施泰因家族挑战，1764年由帝国御前法庭确认。                                                     |
| 诺德林根                             | 帝国自由城市   | 1215年由霍亨斯陶芬的腓特烈二世授予帝国自由权。                                                                                      |
| 奥克森豪森修道院                     | 帝国修道院     | 建于约1090年，1495年获得帝国自由权。                                                                                                |
| 厄廷根                               | 伯国           | 1522年分裂。 |
| 厄廷根-厄廷根                        | 伯国           | 自1522年为厄廷根的分支，1674年升为亲王国，1731年绝嗣。                                                                              |
| 厄廷根-瓦勒施泰因                    | 伯国           | 自1522年为厄廷根的分支，1774年升为亲王国。                                                                                          |
| 厄廷根-施皮尔贝格                    | 伯国           | 自1623年为厄廷根-瓦勒施泰因的分支，1734年升为亲王国。                                                                               |
| 奥芬堡                               | 帝国自由城市   | 1240年由霍亨斯陶芬的腓特烈二世授予帝国自由权。                                                                                      |
| 彼得斯豪森修道院                     | 帝国修道院     | 983年由圣康斯坦茨的盖布哈德创立，帝国自由由腓特烈二世授予。                                                                         |
| 普富伦多夫                           | 帝国自由城市   | 1220年由腓特烈二世授予帝国自由权。                                                                                                  |
| 拉文斯堡                             | 帝国自由城市   | 1278年由鲁道夫一世授予帝国自由权。                                                                                                  |
| 罗伊特林根                           | 帝国自由城市   | 自约1240年起。 |
| 罗根堡修道院                         | 帝国修道院     | 建于1126年，1482年获得帝国自由权。                                                                                                  |
| 红河畔罗特修道院                     | 帝国修道院     | 建于1126年，1376年获得帝国自由权。                                                                                                  |
| 罗滕费尔斯                           | 伯国           | 伊门施塔特附近地区，自1332年由蒙福尔伯爵持有，1565年转归柯尼希斯埃格家族。                                                          |
| 罗滕明斯特修道院                     | 帝国修道院     | 1224年设立，为施瓦本第20修道院，1237年由腓特烈二世授予帝国自由市地位。                                                              |
| 罗特韦尔                             | 帝国自由城市   | 1434年由卢森堡的西吉斯蒙德授予帝国自由，1519–1689年为旧瑞士邦联的同盟成员。                                                         |
| 萨勒姆修道院                         | 帝国修道院     | 建于约1134年，1142年由德意志国王康拉德三世授予帝国自由地位。                                                                        |
| 舒森里德修道院                       | 帝国修道院     | 由罗特修道院于1183年创建，约1440年获得帝国自由地位。                                                                                |
| 施瓦本格明德                         | 帝国自由城市   | 自约1250年起。 |
| 施瓦本哈勒                           | 帝国自由城市   | 自1280年起。 |
| 锡金根                               | 领地           | 位于克赖希高的领地，由帝国骑士弗朗茨·冯·锡金根的继承者持有，自1606年为男爵，1790年升为帝国伯爵。                                    |
| 泽夫林根修道院                       | 帝国修道院     | 施瓦本第22修道院，约1258年由迪林根伯爵创立，1773年对抗乌尔姆成功获得帝国自由权。                                                    |
| 伊斯尼的圣格奥尔格修道院             | 帝国修道院     | 施瓦本第23修道院，1096年建立，1781年获得帝国自由权。                                                                                |
| 奥格斯堡的圣乌尔里希与圣阿芙拉修道院 | 帝国修道院     | 莱茵地区第6个修道院。 |
| 施塔迪翁                             | 伯国           | 1705年通过购买坦豪森领地（非坦豪森）获得“帝国自由”地位，1741年分为施塔迪翁-坦豪森和施塔迪翁-瓦特豪森。                              |
| 施陶芬                               | 领地           | 由施陶芬男爵（与霍亨施陶芬家族无关）持有，1602年绝嗣，后归前奥地利，1738年由圣布拉修道院购得。                                      |
| 施蒂林根                             | 侯国           | 自1251年由卢普芬伯爵持有，1582年绝嗣，后归帕彭海姆家族，1639年转属菲尔斯滕贝格-施蒂林根。                                           |
| 特克公国                             | 公国           | 采林根家族的一个分支，1439年绝嗣，1495年皇帝马克西米利安一世将其公爵头衔授予符腾堡的埃伯哈德一世。                                  |
| 泰特南                               | 领地           | 由蒙福尔伯爵持有，1780年归属前奥地利。                                                                                              |
| 坦豪森领主                           | 领地           | 环绕坦豪森（非坦豪森市镇）的帝国自由领地。                                                                                          |
| 于伯林根                             | 帝国自由城市   | 约1400年获得帝国自由地位确认。 |
| 乌尔姆                               | 帝国自由城市   | 施瓦本第4座城市，12世纪获得帝国自由权。                                                                                             |
| 乌尔斯贝格修道院                     | 帝国修道院     | 建于约1128年，1143年获得帝国自由权。                                                                                                |
| 瓦尔德堡-松嫩堡                      | 大膳长领地     | 尼齐德尔斯周边地区，自1455年由瓦尔德堡家的“大膳长”（Truchsess）掌控，1463年由神圣罗马皇帝腓特烈三世授予帝国自由地位，1511年绝嗣。   |
| 瓦尔德堡-特劳赫堡                    | 大膳长领地     | 位于伊斯尼附近的特劳赫堡城堡周边，自1306年由瓦尔德堡家族持有，自1628年起为帝国伯国，1772年绝嗣。                                    |
| 瓦尔德堡-舍尔                        | 大膳长领地     | 原弗里德贝格伯国，位于舍尔城堡周边，自1454年由瓦尔德堡-松嫩堡家族持有，1511年继承给瓦尔德堡-特劳赫堡，1785年转归图恩-塔克西斯家族。 |
| 瓦尔德堡-沃尔费格-采尔               | 大膳长领地     | 位于莱伊特基希附近采尔城堡周边，自1337年由瓦尔德堡持有，1508年从瓦尔德堡-特劳赫堡获得沃尔费格与瓦尔德湖，1589年分裂。               |
| 瓦尔德堡-沃尔费格                    | 大膳长领地     | 自1589年为瓦尔德堡-沃尔费格-采尔的分支，自1628年为帝国伯国，1667年再次分裂，1798年绝嗣。                                            |
| 瓦尔德堡-瓦尔德湖                    | 大膳长领地     | 自1667年为瓦尔德堡-沃尔费格的分支，1798年继承后者，1803年升为亲王国。                                                               |
| 瓦尔德堡-采尔                        | 大膳长领地     | 自1589年为瓦尔德堡-沃尔费格-采尔的分支，自1628年为帝国伯国，1674年再次分裂，1772年继承瓦尔德堡-特劳赫堡，1803年升为亲王国。         |
| 瓦尔德堡-武尔察赫                    | 大膳长领地     | 自1674年为瓦尔德堡-采尔的分支，1803年升为亲王国。                                                                                   |
| 万根                                 | 帝国自由城市   | 1286年由鲁道夫一世授予帝国自由权。                                                                                                  |
| 魏尔                                 | 帝国自由城市   | 自约1275年起。 |
| 魏因加滕修道院                       | 帝国修道院     | 1056年由巴伐利亚公爵韦尔夫一世建立，1274年获得帝国自由权。                                                                          |
| 魏森瑙修道院                         | 帝国修道院     | 建于1145年，约1257年获得帝国自由权。                                                                                                |
| 韦滕豪森修道院                       | 采邑修道院长区 | 成立于1130年。 |
| 维森施泰格                           | 领地           | 由赫尔芬施泰因家族持有，1627年分属菲尔斯滕贝格家族与巴伐利亚公国。                                                                  |
| 温普芬                               | 帝国自由城市   | 自约1300年起。 |
| 符腾堡公国                           | 公国           | 维尔滕贝格城堡伯国始于12世纪，1495年由皇帝马克西米利安一世升为公国，帝国议会中拥有第52席。                                          |
| 采尔                                 | 帝国自由城市   | 自14世纪起。 |
| 茨维法尔滕修道院                     | 帝国修道院     | 建于1089年，1750年从符腾堡公国手中获得帝国自由地位。                                                                                |